# Bootman
Bootman — стандартный загрузчик BeOS и Haiku на x86 системах. Он устанавливается только в главную загрузочную запись и не требует наличия HaikuOS или BeOS, хотя и устанавливается исключительно из-под последних. 
Он не зависит от файловых систем, имеющихся на жестком диске, и способен загружать любую операционную систему, если та напрямую поддерживает загрузку с носителя. Также он поддерживает последовательную загрузку с использованием других загрузчиков, в частности, GRUB, LILO и NTLDR. 
Впервые Bootman появился в BeOS R4.0 в качестве замены lilo, являвшегося стандартным загрузчиком BeOS R3.x. Установка, настройка и удаление bootman'а осуществляется при помощи одноимённой графической утилиты.
В Haiku Alpha3 bootman был переписано заново и переименован в BootManager.